# Сисим
 Сиси́м — река в Красноярском крае России, правый приток Енисея. Протекает по территории Курагинского, Идринского и Балахтинского районов.
Длина реки — 270 км, площадь водосборного бассейна — 3260 км². Среднегодовой расход воды в 19 км от устья — 34,6 м³/с. Питание снеговое и дождевое. Берёт начало на западных склонах хребтов Манского Белогорья (Восточный Саян), впадает справа в Енисей (Красноярское водохранилище).
Шиверы, перекаты и плёсы на протяжении всей реки чередуются через 200—300 метров. В верховьях велась промышленная добыча золота.
По данным государственного водного реестра России относится к Енисейскому бассейновому округу. Речной бассейн реки — Енисей, речной подбассейн реки — Енисей между слиянием Большого и Малого Енисея и впадением Ангары, водохозяйственный участок реки — Енисей от впадения реки Абакан до Красноярского гидроузла.
| Средний расход воды (м³/с) реки Сисим по месяцам и за год с 1962 по 1993 гг. (замеры производились на гидрологическом посту в районе д. Берёзовой, в 19 км от устья) |

## Притоки
(расстояние от устья)
- 26 км: Большая Речка (лв)
- 44 км: Лабазная (пр)
- 47 км: Нижне-Еловая (лв)
- 54 км: Черёмушка (лв)
- 60 км: Берёзовая (пр)
- 62 км: Средняя Еловая (пр)
- 70 км: Кужня (лв)
- 75 км: Кичибаш (лв)
- 84 км: Урап (Уря-Сисим) (лв)
- 124 км: Котель (Большой Котель) (лв)
- 141 км: Малая Алга (пр)
- 142 км: Большая Алга (лв)
- 156 км: Кингизюль (лв)
- 164 км: Бургузюль (пр)
- 165 км: Оленкой (пр)
- 170 км: Большая Дезьба (лв)
- 180 км: Торганок (лв)
- 184 км: Ко (Прав. Ко) (пр)
- 228 км: Сейба (пр)
- 243 км: Коза (лв)
- 245 км: Большая Джебарты (пр)